# NGC 5165
NGC 5165 é uma galáxia lenticular (S0) localizada na direcção da constelação de Virgo. Possui uma declinação de +11° 23' 15" e uma ascensão recta de 13 horas, 28 minutos e 39,1 segundos.